# Andriej Szakirow
Andriej Szakirow (ros. Андрей Шакиров, ur. 3 lutego 1960) – radziecki skoczek narciarski. Olimpijczyk (1980), uczestnik mistrzostw Europy juniorów (1978).

## Przebieg kariery
W 1978 wystąpił w mistrzostwach Europy juniorów w Murau, gdzie zajął 15. pozycję w konkursie indywidualnym.
W 1980 wystartował w obu konkursach indywidualnych zimowych igrzyskach olimpijskich w Lake Placid, zajmując 39. (skocznia duża) i 46. (obiekt normalny) miejsce.
W swojej karierze wystąpił w 8 konkursach Pucharu Świata (wszystkie starty miały miejsce w sezonie 1981/1982), ani razu nie zdobywając punktów, najwyższą pozycję zajmując 6 stycznia 1982 w Bischofshofen, gdzie był 31.
Zajmował miejsca w czołowej dziesiątce konkursów Pucharu Europy (22 marca 1981 w Szczyrbskim Jeziorze był czwarty), a także stawał na podium konkursów międzynarodowych rozgrywanych w Kirowsku (12 kwietnia 1981 odniósł w nich zwycięstwo).

## Zimowe igrzyska olimpijskie

### Indywidualnie
| 1980 Lake Placid | – | 46. miejsce (skocznia normalna), 39. miejsce (skocznia duża) |

## Mistrzostwa Europy juniorów

### Indywidualnie
| 1978 Murau | – | 15. miejsce |

## Puchar Świata

### Miejsca w poszczególnych konkursach Pucharu Świata
Do sezonu 1992/1993 obowiązywała inna punktacja za konkurs Pucharu Świata.
| Sezon 1981/1982                                                                        |            |                        |           |               |         |         |             |             |              |           |           |           |       |       |          |          |          |                     |                     |         |         |        |        |        |        |        |        |        |        |        |        |        |        |        |        |        |        |        |        |        |
| Cortina d'Ampezzo                                                                      | Oberstdorf | Garmisch-Partenkirchen | Innsbruck | Bischofshofen | Sapporo | Sapporo | Thunder Bay | Thunder Bay | Sankt Moritz | Engelberg | MŚ – Oslo | MŚ – Oslo | Lahti | Lahti | Tauplitz | Tauplitz | Tauplitz | Szczyrbskie Jezioro | Szczyrbskie Jezioro | Planica | Planica | punkty | punkty | punkty | punkty | punkty | punkty | punkty | punkty | punkty | punkty | punkty | punkty | punkty | punkty | punkty | punkty | punkty | punkty | punkty |
| -                                                                                      | 45         | 60                     | 40        | 31            | -       | -       | -           | -           | -            | -         | -         | -         | -     | -     | -        | -        | -        | 67                  | 65                  | 56      | 33      | 0      | 0      | 0      | 0      | 0      | 0      | 0      | 0      | 0      | 0      | 0      | 0      | 0      | 0      | 0      | 0      | 0      | 0      | 0      |
| 1 2 3 4-10 11-15 poniżej 15 - – zawodnik nie wystartował lub zajął miejsce poniżej 15. |            |                        |           |               |         |         |             |             |              |           |           |           |       |       |          |          |          |                     |                     |         |         |        |        |        |        |        |        |        |        |        |        |        |        |        |        |        |        |        |        |        |